# Hilton Warsaw City

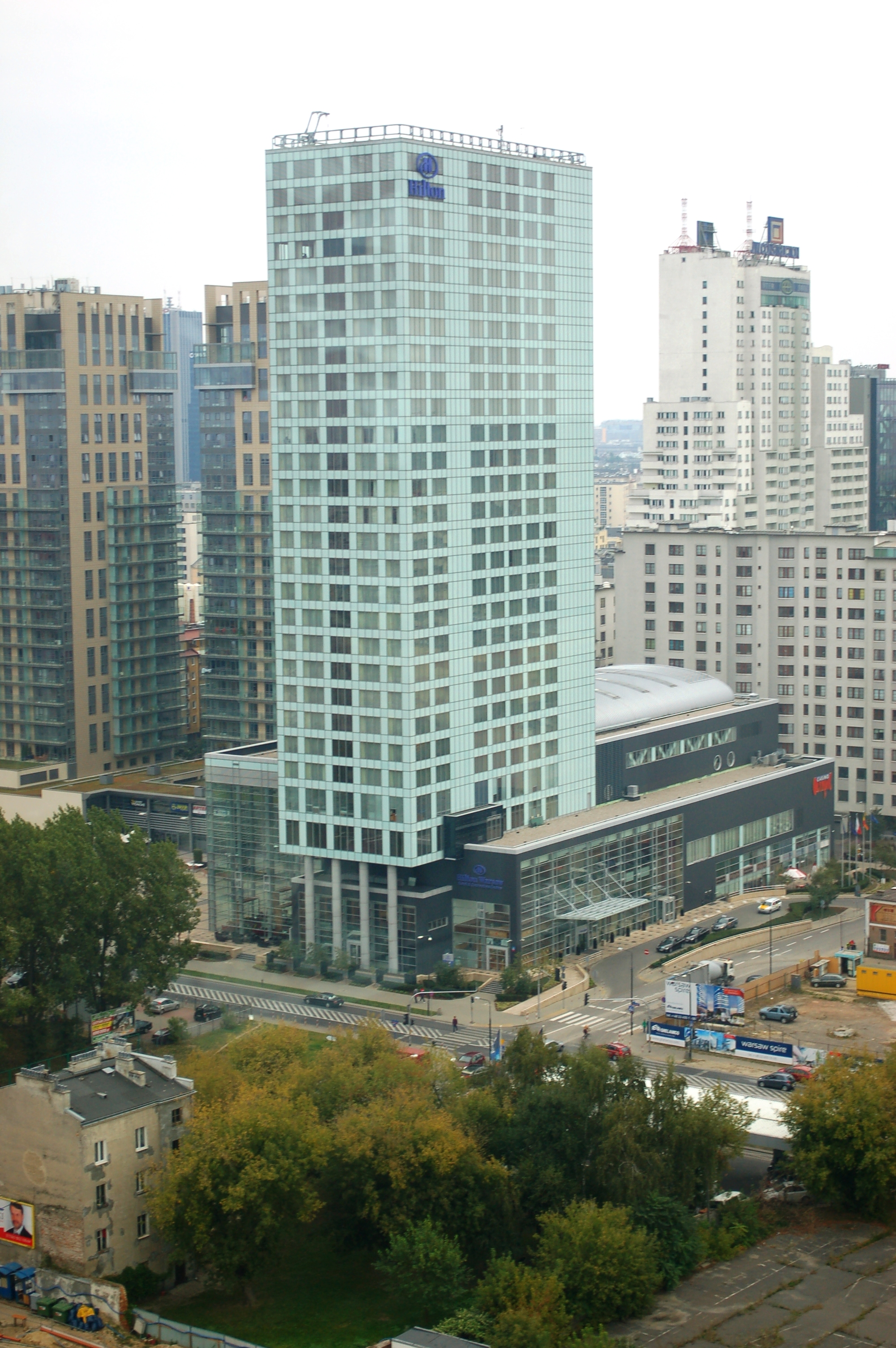
Das Hilton-Hotel vom höheren Warsaw Trade Tower aus fotografiert

Das Hotel Hilton (genauer: Hilton Warsaw City) in Warschau ist ein 4-Sterne-Hotel mit einem angeschlossenen Konferenzzentrum. Es gehört zu den höchsten Gebäuden der Stadt und war das erste Hilton-Hotel in Polen. Das unterhaltene Konferenzzentrum ist das größte Warschaus.

## Lage
Das Hochhaus liegt außerhalb des Stadtzentrums im Stadtteil Wola. Die Anschrift lautet Ulica Grzybowska 63, das Objekt liegt an der Kreuzung Grzybowska mit der Ulica Wronia. Die stark befahrene Ulica Towarowa verläuft rund 150 Meter entfernt und bietet einen schnellen Anschluss zum Flughafen. Die historische Altstadt Warschaus ist zu Fuß nicht zu erreichen. Sehenswert ist das rund 250 Meter entfernt gelegene Museum des Warschauer Aufstandes. Das Gebäude war eines der ersten Hochhäuser in diesem Teil der Stadt. In unmittelbarer Nähe entsteht derzeit ein weiteres Hochhaus, das 220 Meter hohe Bürogebäude Warsaw Spire. Etwas weiter entfernt liegt der Warsaw Trade Tower.

## Geschichte
Investor des Hotelbaus war die Hilton Hotels & Resorts-Gruppe über ihre polnische Tochtergesellschaft HGC S.A., für die Architektur war das Projektbüro Kazimierski & Ryba (Polnisch: Biuro Projektów Kazimierski i Ryba sp.j.) verantwortlich. Als Entwickler fungierte die Firma Atlas Estates, die das Hotel auch zusammen mit Hilton Hotels in einem Joint-Venture betreibt. Am 16. September 2004 wurde der Grundstein gelegt, Richtfest wurde am 21. Juli 2005 gefeiert und die Eröffnung des Hotels fand am 19. März 2007 statt. Das Investitionsvolumen wird auf 53 Millionen Euro geschätzt. Das Gebäude verfügt über 26 Geschosse, von denen 21 oberirdisch liegen. Die Gesamthöhe beträgt 94 Meter.
Das Hotel bietet 314 Zimmer und Appartements. Das Konferenzzentrum verfügt über eine Gesamtfläche von 3000 Quadratmetern. Neben einem 4500 Quadratmeter großen, von Holmes Place betriebenen Fitnessclub mit 25-Meter-Schwimmbad befinden sich im Gebäude das Spielcasino „Olympic“, zwei Bars und das Restaurant „Meza“. Die Tiefgarage bietet Platz für 350 Fahrzeuge. Die Fassade des Hotels ist mit Bauteilen aus Keramik, Aluminium und Glas verkleidet.
Das Hilton-Hotel ist das erste Hochhaus einer Gebäudegruppe, die in diesem Straßenviertel entstehen soll. Der Entwickler der weiteren Objekte ist ebenfalls die Firma Atlas Estates.

## Trivia
Im Hotel wird die Serie „Cafe Futbol“ des Fußballsenders von Polsat aufgezeichnet. Ebenso wurde hier in einem Zimmer des obersten Stockwerks das Musikvideo „Emely“ des polnisch-schwedischen Duos Sasha Strunin und Danny Saucedo aufgenommen.